# Sichem

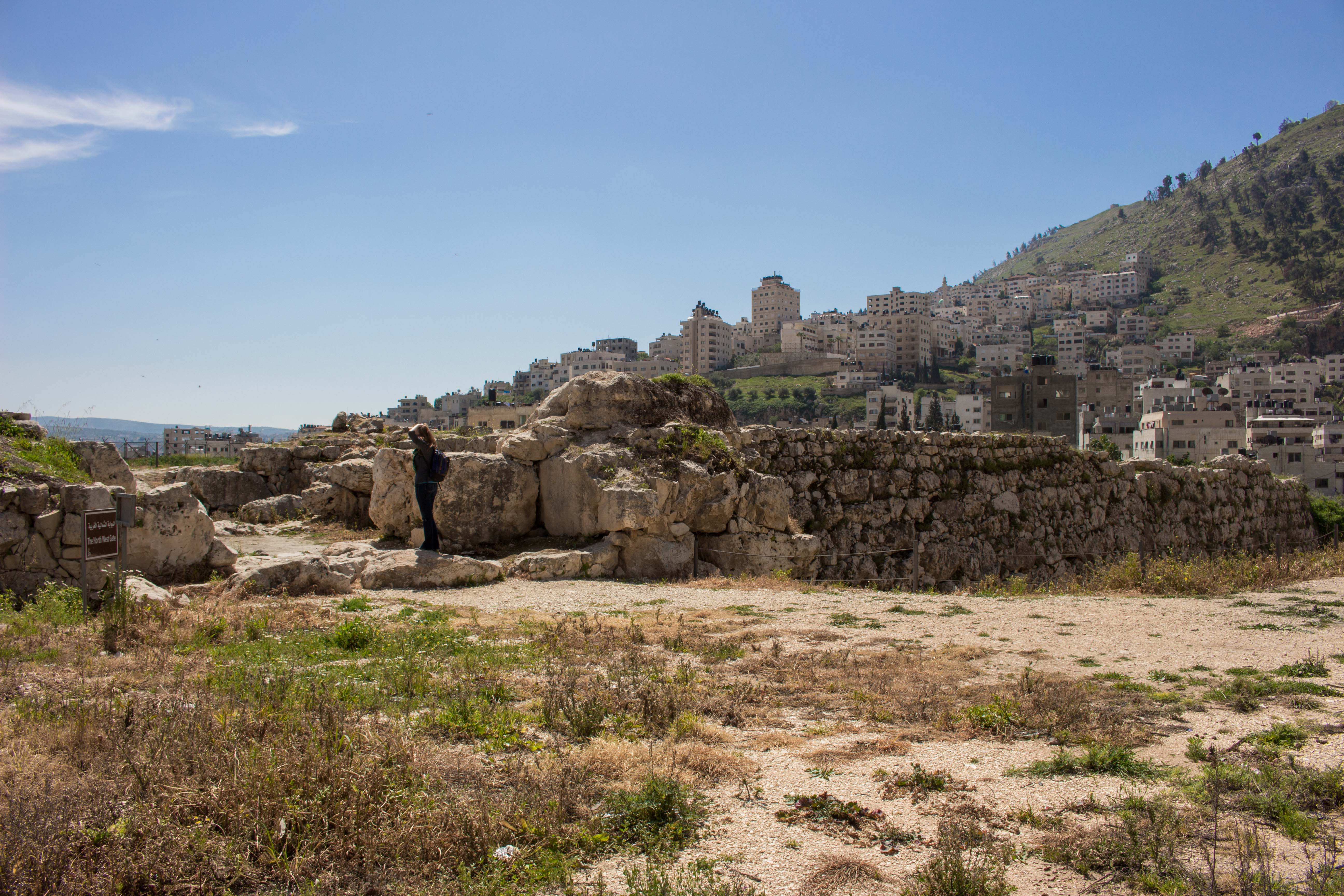
Le site de Tell Balata.

Sichem (en hébreu שְׁכָם (shekhem) « dos, épaule ») est une ancienne ville du Levant. C'est aujourd'hui un site archéologique proche de la ville de Naplouse en Cisjordanie.
Sa situation dans une passe entre le mont Ébal et le mont Gerizim lui donnait une importance stratégique pour le contrôle des routes de la région. Le site, occupé à partir de l'âge du cuivre (4500-3200 av. J.-C.), est abandonné à la fin du bronze ancien. Une ville est fondée à l'âge du bronze moyen, d'abord non fortifiée, puis fortifiée. C'est durant cette période que le nom de Sichem est mentionné par des documents égyptiens (Sekmem). Détruite vers 1550 av. J.-C., la ville est reconstruite à partir de 1450 av. J.-C., sans retrouver la prospérité antérieure. À l'âge du fer, Sichem est une ville du royaume d'Israël, et, selon la Bible, la première capitale de ce royaume.
Elle décline à partir de la période de domination de l'Empire perse achéménide, puis à l'époque hellénistique, consécutive aux conquêtes d'Alexandre le Grand. Elle est détruite par le roi de Judée Jean Hyrcan en 107 av. J.-C. Au Ier siècle, l'empereur romain Vespasien fonde à 1,5 km au nord-est de Sichem la ville de Flavia Neapolis, qui devient le grand centre urbain de la région. En 636, après la conquête de la Syrie-Palestine par les Musulmans, elle est renommée en arabe Nablous (en français, quelques siècles plus tard : Naplouse).

## Situation
Le site de Sichem est situé à environ deux kilomètres au sud-est de Naplouse (fondée en 72 de notre ère sous le nom de Flavia Neapolis), dans la localité de Balata, au lieudit Tell Balata (en) (en arabe تل بلاطة), en Palestine. En hébreu, Chekhem est d'ailleurs le nom désignant Naplouse.
Il se trouve à une soixantaine de kilomètres au nord de Jérusalem et à une quarantaine de kilomètres de la mer Méditerranée, au niveau de la ville israélienne de Netanya.

## Archéologie
Le site de Tell Balata a été l'objet de plusieurs campagnes de fouilles, :
- en 1913-1914, 1926-1927 et 1934 (E. Sellin) ;
- en 1926, 1928 et 1931 (F. Böhl et G. Welter) ;
- de 1956 à 1968 (G. Wright et B. W. Anderson).
- de 1972 à 1973 (William G. Dever)

Ces fouilles ont permis d'identifier 24 strates archéologiques allant de l'âge du cuivre à la période hellénistique.

## Histoire

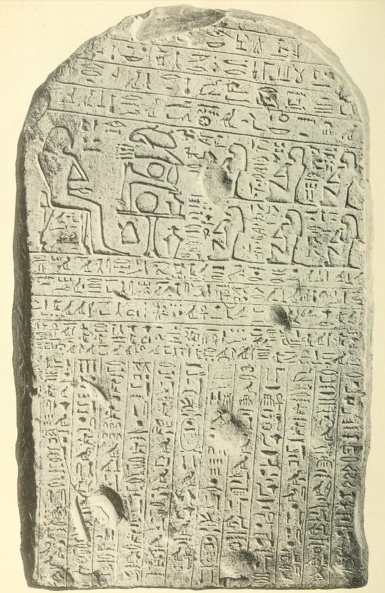
Stèle de Khu-Sebek découverte à Abydos qui mentionne une campagne contre Skmm, identifiée à Sichem (musée de Manchester)

### Âges du cuivre et du bronze ancien
La première occupation du site date de l'âge du cuivre. Un village constitué de huttes y est établi. Il s'agit probablement d'un village agricole, les nouveaux habitants exploitant les abondantes ressources en eau de la région. D'autres endroits du site semblent encore occupés au début de l'âge du bronze mais il est inoccupé dès le bronze ancien. Durant cette période, le principal point de peuplement de la région semble plutôt situé à 4 km au sud, sur les pentes du mont Gerizim.

### Âge du bronze moyen (1900-1500av. J.-C.)
Abandonné au bronze ancien, le site est réoccupé au bronze moyen. Il s'agit de la première occupation urbaine. Des habitations y sont construites ; de 1900 à 1750 av. J.-C., la localité n'est pas fortifiée.
La première mention textuelle connue de la ville remonte à cette période, dans des documents égyptiens qui montrent qu'il s'agit d'un centre politique important. L'inscription de la stèle de Khu-Sebek, un noble de la cour de Sésostris III (vers 1880-1840), mentionne une campagne contre la ville de Sekmem dans le pays de Rétjénou, terme égyptien désignant une région allant du Néguev au fleuve Oronte. Des textes d'exécration de la XIIe dynastie (1990-1780) citent le nom d'un roi de Sichem, Ibish-Hadad. Ces mentions montrent que pour les Egyptiens, Sichem occupait une rôle central dans l'organisation politique des hautes terres de Canaan. Dans les textes d'exécration, la seule autre ville des hautes terres citée est Jérusalem
La ville se développe dans une deuxième phase (1750-1650 av. J.-C.). Elle est désormais ceinte d'une muraille de 2,5 m de largeur, renforcée par un rempart en terre. Des bâtiments publics sont construits. Ces changements interviennent peut-être en conséquence de l'arrivée des Hyksôs en Égypte, génératrice d'insécurité.
La période 1650–1550 av. J.-C. correspond à l'apogée de la ville, durant lequel de grands travaux de construction sont réalisés. La superficie de la ville augmente. En ce qui concerne cette période, les archéologues ont en particulier identifiés des éléments défensifs, notamment un mur cyclopéen et deux portes, la porte Est et la porte Nord. Le complexe de la porte Nord est relié à un palais et à un temple. Une tour fortifiée, appelée migdal par les archéologues, est construite sur un remblai. Cet important programme de construction témoigne de la prospérité de la ville. Le renforcement des fortifications n'empêche pas la destruction de Sichem au cours du XVIe siècle av. J.-C., à la suite de laquelle le site est abandonné pendant environ un siècle.

### Âge du bronze récent (1450-1100av. J.-C.)
Une nouvelle ville est reconstruite vers 1450 av. J.-C., dont les fortifications sont établies sur les anciens remparts. Un petit temple est construit à l'emplacement de l'ancienne tour fortifiée. Il est utilisé jusqu'à l'âge du fer. Peut-être s'agit-il du « donjon du temple d’El Berith », mentionné dans la Bible au livre des Juges (Juges 9,46). Sichem est de nouveau mentionnée par des documents égyptiens du XIVe siècle, les lettres d'Amarna, correspondance diplomatique entre l'administration du pharaon et ses représentants dans le pays de Canaan. Son roi Labayu et des fils sont à la tête d'une coalition de cités cananéennes qui vise à étendre le contrôle de Sichem sur les terres du centre de Canaan et à contrôler ainsi les routes commerciales entre l'Egypte, la Syrie et la Mésopotamie.
La ville connait le déclin à la fin du bronze récent. Certains bâtiments sont détruits, la qualité des constructions baisse. Deux destructions majeures ont lieu, l'une vers 1350-1300 av. J.-C., l'autre vers 1100 av. J.-C..

### Âge du fer (1100-586av. J.-C.)
La ville est quasiment inoccupée au XIe siècle av. J.-C.. Sa population augmente au cours du Xe siècle av. J.-C.. La ville est modeste et non fortifiée. Elle est détruite à la fin du Xe siècle av. J.-C., sans doute lors de la campagne du pharaon Sheshonq Ier en Asie. Elle retrouve un statut de ville au IXe siècle av. J.-C., alors que le royaume d'Israël devient une puissance régionale. Au début du VIIIe siècle av. J.-C., sous Jéroboam II, Sichem est un centre administratif important. Une mention dans les ostraca de Samarie semble indiquer que la ville est un lieu de collecte des taxes. La ville subit une destruction au milieu du VIIIe siècle av. J.-C., alors que le royaume d'Israël est sous la pression de l'Assyrie. Une autre destruction intervient une vingtaine d'années plus tard, lors des campagnes assyriennes qui mettent fin au royaume d'Israël à la fin du VIIIe siècle av. J.-C.. Selon la Bible, à la suite de la conquête de Canaan par les Israélites, Sichem aurait accueilli la tribu de Manassé, l'une des douze tribus d'Israël. De cette conquête aurait résulté un nouvel état, le royaume d'Israël, illustré au Xe siècle av. J.-C. par les rois David et Salomon. Après la mort de Salomon, le royaume est divisé en deux : le royaume de Juda au sud (centré sur Jérusalem) et le royaume d'Israël au nord. Sichem aurait alors été  la première capitale de ce royaume, mais pour moins d'un an, remplacée par Penouel, puis Tirzah, puis Samarie. En 720, le royaume d'Israël est conquis par le roi d'Assyrie Salmanazar V.
Sous la domination assyrienne, aux VIIe et VIe siècle av. J.-C., la ville connait une occupation modeste. Au VIIe siècle av. J.-C., se distinguent deux phases d'occupation, chacune se terminant par des destructions violentes. Ces dernières peuvent résulter de la politique du royaume de Juda qui cherche à étendre son territoire en direction de l'ancien royaume d'Israël. Il peut aussi s'agir d'expéditions punitives des Assyriens à la suite de révoltes, en particulier en marge des campagnes d'Assarhaddon et d'Assurbanipal contre l'Égypte.

### Périodes perse et hellénistique
Dans l'Empire perse des Achéménides, Sichem est probablement un chef-lieu de région de la province de Samarie. Elle est habitée par des élites perses comme le montre la présence d'une tombe achéménide avec un sarcophage en terre cuite (début du Ve siècle av. J.-C.). La ville conserve l'importance religieuse qu'elle avait sous le royaume d'Israël. Un temple est établi sur le mont Gerizim au milieu du Ve siècle av. J.-C.. Selon le livre de Néhémie, la construction du temple est attribuée au gouverneur de la province de Samarie, Sanballat le Horonite. La ville est détruite vers la fin de la période perse,.
La ville prend de l'importance à l'époque hellénistique, après la conquête de l'empire perse par le roi de Macédoine Alexandre le Grand (vers 330). Le repeuplement de Sichem est probablement consécutif à la destruction de Samarie au cours de l'avancée d'Alexandre le Grand le long de la côté méditerranéenne. La ville de Samarie se révolte en effet contre son gouverneur macédonien, entrainant une forte répression de l'armée macédonienne. Samarie est transformée en colonie militaire peuplée de colons macédoniens. Les Samaritains s'établissent alors sans doute à Sichem. La ville est fortifiée, les murs du bronze moyen sont restaurés et surélevés par une structure en briques. La ville est reconstruite selon les principes grecs : les blocs d'habitation sont séparés par de larges rues.
Après la mort d'Alexandre (323), Sichem se trouve dans le royaume des Séleucides, mais à proximité de l'Égypte des Lagides (ou des Ptolémées).[réf. nécessaire]
La ville est conquise par le roi de Judée  Jean Hyrcan à la fin du IIe siècle av. J.-C.. L'historien juif Flavius Josèphe place cette conquête au début de son règne, vers 128 av. J.-C. après la mort d'Antiochos VII. Selon les archéologues, cette conquête intervient en fait un peu plus tard, vers 110 av. J.-C..

## Mentions de Sichem dans la Bible

### Liste des mentions
Dans la Bible, elle est mentionnée :
- dans le Livre de la Genèse (12,6) ; (33,18), à propos d'Abraham et de Jacob (épisode de l'enlèvement de sa fille Dinah par Sichem, fils du roi de Sichem) ;
- dans le Livre de Josué, 
  - comme lieu de sépulture de Joseph, fils  de Jacob (24, 32) ;
  - comme la ville où Josué fait son dernier discours au peuple d'Israël avant de mourir, l'invitant à renouveler l'alliance avec son dieu (24, 1-28).
- dans le Livre des Juges (9, 1-49), le livre des Rois (12, 1 et 12, 25), des Psaumes (60,8 et 108, 8), le livre de Jérémie (41,5) et le livre d'Osée (6, 9) ;
  - elle est la capitale du royaume d'Israël à partir la séparation du royaume de Juda.

La géographie de lieux associés aux patriarches montre que les traditions concernant Jacob proviennent à l'origine des régions du centre de Canaan, contrairement aux patriarches Abraham et Isaac qui sont plutôt associés au sud de Juda (Hébron, Beer-Sheva). Dans la perspective du rédacteur biblique d'origine judéenne, la consécration d'un autel par Abraham à Sichem vise à donner une légitimité à un ancien sanctuaire du royaume d'Israël. Ce récit permet de rassembler les sanctuaires israélites et judéens sous l'autorité d'un même patriarche.

### Histoire de Dinah, fille de Jacob, et du prince Sichem
Dans cet épisode concernant Dinah, la seule fille de Jacob, « Sichem » est à la fois le nom de la ville et le nom d'un fils du roi Hamor, du peuple des Hivites, selon la Bible un des sept peuples du pays de Canaan avant la sortie des Hébreux d'Égypte.
Quand Jacob revient avec ses femmes et ses enfants au pays de Canaan, après plusieurs années passées chez son oncle Laban, il achète un terrain (Genèse 33,19) dans la région de Sichem pour s'y installer. Dinah est alors remarquée par Sichem, qui l'enlève et la viole, tombe ensuite amoureux de la jeune fille qui resta chez lui, et demande à son père d'obtenir la main de Dinah auprès de Jacob. Hamor se rend chez Jacob et ses fils, outragés par le déshonneur de leur sœur, pour demander un mariage de Dinah avec son fils Sichem et une alliance avec Israël. Les fils de Jacob exigent alors que tous les hommes de la ville soient circoncis pour que cette alliance puisse se réaliser. Hamor et Sichem, qui est très amoureux de Dinah, obtiennent la circoncision des habitants de la ville.
Puis, alors qu'ils sont convalescents au troisième jour qui suit leur circoncision, Siméon et Lévi, deux frères de Dinah, les passent tous au fil de l'épée (Lévi tue Sichem et Siméon tue Hamor), puis ils pillent la ville et emmènent Dinah. Jacob, mécontent, est obligé de quitter la région par peur de représailles. Il rappelle à Siméon et Lévi leur violence lors de sa dernière bénédiction avant sa mort. Les fils lui répondent : « Devait-on traiter notre sœur comme une prostituée ? »